# Gall fer becnegre
El gall fer becnegre (Tetrao parvirostris) és una espècie d'ocell de la família dels fasiànids (Phasianidae) que habita els boscos de coníferes de Sibèria Oriental arribant pel nord fins a Sakhalín i Kamtxatka, i pel sud fins al nord de Mongòlia i Manxúria.

## Descripció
L'aspecte d'aquest ocell és similar a la del gall fer occidental, si bé és lleugerament més petit, la cua una mica més llarga i el bec més curt. Grans taques blanques a les cobertores caudals superiors i les ales.
La femella és similar a l'occidental però més grisa i amb més aparents taques blanques a les ales.

## Taxonomia
Modernament es considera que l'autèntic nom científic d'aquesta espècie és Tetrao urogalloides, per ser anterior aquesta denominació a la de parvirostris.
S'han descrit dues subespècies:
- T. parvirostris parvirostris Bonaparte, 1856 o T. urogalloides urogalloides Middendorff, 1853.
- T. parvirostris kamtschaticus (o T. urogalloides kamtschaticus) Kittlitz, 1858.